# Каані
Каані́ (перс. قاآنی; справжнє ім'я — Хабібаллах Фарісі; * 1807, Шираз, Іран — † 1854, Тегеран, Іран) — іранський придворний поет; автор багатьох касид, присвячених членам Каджарскої династії. Автор «Книга збентеженого» (1836). Вводив у вірші живу перську мову.